# Michał Probierz
Michał Probierz (Bytom, 24 settembre 1972) è un allenatore di calcio ed ex calciatore polacco, di ruolo centrocampista.

## Statistiche

### Statistiche da allenatore

#### Nazionale polacca
Statistiche aggiornate al 10 giugno 2025.
| Squadra | Naz                | dal               | al        | Record | Record | Record | Record     | Record | Record | Record | Record |
| G       | V                  | N                 | P         | GF     | GS     | DR     | % Vittorie |        |        |        |        |
| ------- | ------------------ | ----------------- | --------- | ------ | ------ | ------ | ---------- | ------ | ------ | ------ | ------ |
| Polonia | Polonia (bandiera) | 20 settembre 2023 | in carica | 21     | 10     | 5      | 6          | 34     | 29     | +5     | 47,62  |

#### Nazionale polacca nel dettaglio
| 2023           | Polonia        | Qual. Euro 2024               | Sub., 3º nel gruppo E, qualificato dopo i play-off   | 3  | 1  | 2 | 0 | 33,33   | 4  | 2  | +2 |
| mar. 2024      | Polonia        | Qual. Euro 2024               | Sub., 3º nel gruppo E, qualificato dopo i play-off   | 2  | 1  | 1 | 0 | 50,00   | 5  | 1  | +4 |
| giu.-lug. 2024 | Polonia        | Euro 2024                     | 4º nel Gruppo D                                      | 3  | 0  | 1 | 2 | &0,00   | 3  | 6  | -3 |
| 2024           | Polonia        | UEFA Nations League 2024-2025 | 4º nel Gruppo 1 della Lega A, retrocesso alla Lega B | 6  | 1  | 1 | 4 | 16,67   | 9  | 16 | -7 |
| 2025           | Polonia        | Qual. Mondiali 2026           | nel gruppo G                                         | 3  | 2  | 0 | 1 | 66,67   | 4  | 2  | +2 |
| Dal 2023       | Polonia        | Amichevoli                    |                                                      | 4  | 4  | 0 | 0 | 100,00& | 9  | 2  | +7 |
| Totale Polonia | Totale Polonia | Totale Polonia                | Totale Polonia                                       | 21 | 10 | 5 | 6 | 47,62   | 34 | 29 | +5 |

#### Panchine da commissario tecnico della nazionale polacca
| Cronologia completa delle presenze e delle reti in nazionale ― Polonia | Cronologia completa delle presenze e delle reti in nazionale ― Polonia | Cronologia completa delle presenze e delle reti in nazionale ― Polonia | Cronologia completa delle presenze e delle reti in nazionale ― Polonia | Cronologia completa delle presenze e delle reti in nazionale ― Polonia | Cronologia completa delle presenze e delle reti in nazionale ― Polonia | Cronologia completa delle presenze e delle reti in nazionale ― Polonia | Cronologia completa delle presenze e delle reti in nazionale ― Polonia |
| Data                                                                   | Città                                                                  | In casa                                                                | Risultato                                                              | Ospiti                                                                 | Competizione                                                           | Reti                                                                   | Note                                                                   |
| ---------------------------------------------------------------------- | ---------------------------------------------------------------------- | ---------------------------------------------------------------------- | ---------------------------------------------------------------------- | ---------------------------------------------------------------------- | ---------------------------------------------------------------------- | ---------------------------------------------------------------------- | ---------------------------------------------------------------------- |
| 12-10-2023                                                             | Tórshavn                                                               | Fær Øer                                                                | 0 – 2                                                                  | Polonia                                                                | Qual. Euro 2024                                                        | Sebastian Szymański Adam Buksa                                         | Cap: P. Zieliński                                                      |
| 15-10-2023                                                             | Varsavia                                                               | Polonia                                                                | 1 – 1                                                                  | Moldavia                                                               | Qual. Euro 2024                                                        | Karol Swiderski                                                        | Cap: P. Zieliński                                                      |
| 17-11-2023                                                             | Varsavia                                                               | Polonia                                                                | 1 – 1                                                                  | Rep. Ceca                                                              | Qual. Euro 2024                                                        | Jakub Piotrowski                                                       | Cap: R. Lewandowski                                                    |
| 21-11-2023                                                             | Varsavia                                                               | Polonia                                                                | 2 – 0                                                                  | Lettonia                                                               | Amichevole                                                             | Przemyslaw Frankowski Robert Lewandowski                               | Cap: R. Lewandowski                                                    |
| 21-3-2024                                                              | Varsavia                                                               | Polonia                                                                | 5 – 1                                                                  | Estonia                                                                | Qual. Euro 2024                                                        | 2 Przemyslaw Frankowski Piotr Zieliński autorete Sebastian Szymański   | Cap: R. Lewandowski                                                    |
| 26-3-2024                                                              | Cardiff                                                                | Galles                                                                 | 0 – 0 dts (4 – 5 dtr)                                                  | Polonia                                                                | Qual. Euro 2024                                                        | -                                                                      | Cap: R. Lewandowski                                                    |
| 7-6-2024                                                               | Varsavia                                                               | Polonia                                                                | 3 – 1                                                                  | Ucraina                                                                | Amichevole                                                             | Sebastian Walukiewicz Piotr Zieliński Taras Romančuk                   | Cap: R. Lewandoswski                                                   |
| 10-6-2024                                                              | Varsavia                                                               | Polonia                                                                | 2 – 1                                                                  | Turchia                                                                | Amichevole                                                             | Karol Świderski Nicola Zalewski                                        | Cap: R. Lewandowski                                                    |
| 16-6-2024                                                              | Amburgo                                                                | Polonia                                                                | 1 – 2                                                                  | Paesi Bassi                                                            | Euro 2024 - 1º turno                                                   | Adam Buksa                                                             | Cap: P. Zieliński                                                      |
| 21-6-2024                                                              | Berlino                                                                | Polonia                                                                | 1 – 3                                                                  | Austria                                                                | Euro 2024 - 1º turno                                                   | Krzysztof Piątek                                                       | Cap: P. Zieliński                                                      |
| 25-6-2024                                                              | Dortmund                                                               | Francia                                                                | 1 – 1                                                                  | Polonia                                                                | Euro 2024 - 1º turno                                                   | Robert Lewandowski (rig.)                                              | Cap: R. Lewandowski                                                    |
| 5-9-2024                                                               | Glasgow                                                                | Scozia                                                                 | 2 – 3                                                                  | Polonia                                                                | UEFA Nations League 2024-2025 - Lega A                                 | Sebastian Szymański Robert Lewandowski (rig.) Nicola Zalewski (rig.)   | Cap: R. Lewandowski                                                    |
| 8-9-2024                                                               | Osijek                                                                 | Croazia                                                                | 1 – 0                                                                  | Polonia                                                                | UEFA Nations League 2024-2025 - Lega A                                 | -                                                                      | Cap: R. Lewandowski                                                    |
| 12-10-2024                                                             | Varsavia                                                               | Polonia                                                                | 1 – 3                                                                  | Portogallo                                                             | UEFA Nations League 2024-2025 - Lega A                                 | Piotr Zieliński                                                        | Cap: R. Lewandowski                                                    |
| 15-10-2024                                                             | Varsavia                                                               | Polonia                                                                | 3 – 3                                                                  | Croazia                                                                | UEFA Nations League 2024-2025 - Lega A                                 | Piotr Zieliński Nicola Zalewski Sebastian Szymański                    | Cap: P. Zieliński                                                      |
| 15-11-2024                                                             | Porto                                                                  | Portogallo                                                             | 5 – 1                                                                  | Polonia                                                                | UEFA Nations League 2024-2025 - Lega A                                 | Dominik Marczuk                                                        | Cap: P. Zieliński                                                      |
| 18-11-2024                                                             | Varsavia                                                               | Polonia                                                                | 1 – 2                                                                  | Scozia                                                                 | UEFA Nations League 2024-2025 - Lega A                                 | Kamil Piątkowski                                                       | Cap: P. Zieliński                                                      |
| 21-3-2025                                                              | Varsavia                                                               | Polonia                                                                | 1 – 0                                                                  | Lituania                                                               | Qual. Mondiali 2026                                                    | Robert Lewandowski                                                     | Cap: R. Lewandowski                                                    |
| 24-3-2025                                                              | Varsavia                                                               | Polonia                                                                | 2 – 0                                                                  | Malta                                                                  | Qual. Mondiali 2026                                                    | 2 Karol Świderski                                                      | Cap: J. Bednarek                                                       |
| 6-6-2025                                                               | Chorzów                                                                | Polonia                                                                | 2 – 0                                                                  | Moldavia                                                               | Amichevole                                                             | Matty Cash Bartosz Slisz                                               | Cap: K. Grosicki                                                       |
| 10-6-2025                                                              | Helsinki                                                               | Finlandia                                                              | 2 – 1                                                                  | Polonia                                                                | Qual. Mondiali 2026                                                    | Jakub Kiwior                                                           | Cap: J. Bednarek                                                       |
| Totale                                                                 |                                                                        | Presenze                                                               | 21                                                                     |                                                                        | Reti                                                                   | 34                                                                     |                                                                        |

## Palmarès

### Allenatore

#### Competizioni nazionali
- Fußball-Regionalliga: 1

Wattenscheid 09: 1996-1997
- Coppa di Polonia: 2

Jagiellonia: 2009-2010
KS Cracovia: 2019-2020
- Supercoppa di Polonia: 2

Jagiellonia: 2010
KS Cracovia: 2020